# 김종성 (1988년)
김종성(한국 한자: 金鍾城, 1988년 3월 12일 ~ )은 대한민국의 전직 축구 선수이며 현역 시절 포지션은 미드필더였다.

## 축구인 경력

### 선수 경력
2010년 아주대학교를 졸업하였으나 K리그 드래프트에서 지명을 받지 못하고 내셔널리그 용인시청에 입단하였다. 2012년 수원 FC로 이적한 후에도 드래프트에 지원하였으나 지명받지 못하였다. 하지만 2013년 팀이 K리그 챌린지에 참가하게 되며 팀과 함께 프로 무대에 데뷔하게 되었고 첫 시즌 24경기 2골을 기록하며 준수한 활약을 펼쳤다.
2014년 FC 안양으로 이적하였다.
2016시즌을 앞두고 K3리그의 화성 FC에 입단했다.